# Jan Kądziela
Jan Kądziela (ur. 30 listopada 1894 w Kierlikówce) – polski działacz niepodległościowy, dziennikarz, porucznik piechoty rezerwy Wojska Polskiego.

## Życiorys
Urodził się 30 listopada 1894 we wsi Kierlikówka, w ówczesnym powiecie bocheńskim Królestwa Galicji i Lodomerii, w rodzinie Kazimierza i Małgorzaty ze Stawarzów. W roku szkolnym 1913/14 ukończył naukę w VII klasie c. k. Gimnazjum w Bochni.
16 sierpnia 1914 wstąpił do Legionów Polskich. Do 25 marca 1915 służył w 6. kompanii II batalionu 2 pułku piechoty. Od 1 grudnia 1914 przebywał w szpitalu w Sopron. 31 marca 1915 w c. k. Gimnazjum w Wadowicach zdał maturę wojenną. Następnie, od 14 marca 1916 pełnił służbę w 12. kompanii III batalionu 3 pułku piechoty. W maju 1916 wykazany w kadrze Komendy Grupy LP w Kozienicach i 9 maja 1916 wymieniony w spisie imiennym kompanii marszowych w tym garnizonie. Walczył następnie na froncie wołyńskim. Wiosną 1917 został wymieniony we wniosku o odznaczenie austriackim Krzyżem Wojskowym Karola.
14 października 1920 został mianowany podporucznikiem piechoty z dniem 1 października 1920. Pełnił wówczas służbę w 1 dywizjonie żandarmerii wojskowej. Na początku 1921 został zdemobilizowany i przydzielony w rezerwie do 79 pułku piechoty. 8 stycznia 1924 został zatwierdzony w stopniu porucznika ze starszeństwem z 1 czerwca 1919 i 3049. lokatą w korpusie oficerów rezerwy piechoty. Posiadał wówczas przydział w rezerwie do 71 pułku piechoty w Ostrowi Mazowieckiej.
W 1932 pracował jako dziennikarz, mieszkał w Otwocku. W 1934, jako oficer rezerwy pozostawał w ewidencji Powiatowej Komendy Uzupełnień Warszawa Miasto III i nadal posiadał przydział do 71 pp w Zambrowie.

## Ordery i odznaczenia
- Krzyż Niepodległości – 17 marca 1932 „za pracę w dziele odzyskania niepodległości”[15][2][16]